# Eogastropoda
Eogastropoda foi uma categoria taxonômica, usada anteriormente, de caracois e gastrópodes. Uma sub-classe que foi criada por Ponder e Lindberg em 1997. Foi uma das duas grandes divisões de classe Gastropoda. A outra sub-classe de gastrópodes foi a Orthogastropoda.